# La virtù di Checchina
La virtù di Checchina è un romanzo breve di Matilde Serao, pubblicato dall'editore Giannotta nel 1884 dopo essere apparso a puntate sulla Domenica Letteraria.

## Trama
Checchina è considerata da tutti un esempio di moglie modello, nonostante essa in realtà non si consideri proprio appagata, essendo sposata con un medico della piccola borghesia rivelatosi piuttosto scialbo. Antonio, questo il nome del dottore, un giorno invita a pranzo nella loro casa il giovane marchese D'Aragona, che subito adocchia Checchina per poi farsi esplicito con lei proponendole un incontro. La donna vede allora definitivamente vacillare ogni sua certezza, tuttavia l'adulterio non si concretizzerà mai.